# Le Jugement dernier (van der Weyden)
Pour les articles homonymes, voir Jugement dernier (homonymie).
Le Jugement dernier est un retable sous la forme d'un polyptyque en quinze panneaux du peintre Rogier de le Pasture dit  Rogier van der Weyden (Tournai), appartenant au mouvement des primitifs flamands, peint entre 1443 et 1452 pour l'Hôtel-Dieu de Beaune sur commande de son fondateur le chancelier de l'État bourguignon Nicolas Rolin. Représentation du thème chrétien du Jour du jugement, il est à l'origine exposé au-dessus de l'autel  de la chapelle de la grande salle des malades pauvres, pour que les malades puissent le voir de leur lit pendant les offices ; le retable était fermé les jours de semaine et ouvert les dimanches et jours de fêtes solennelles. L'œuvre est classée aux monuments historiques depuis le 10 octobre 1891.

## Histoire
En 1836, cette œuvre magistrale, un des chefs-d'œuvre absolus de la peinture dite flamande, est découverte entièrement recouverte de badigeon à l'Hôtel-Dieu de Beaune. En 1875, les administrateurs des lieux décident de faire restaurer à neuf le panneau le plus abîmé, celui de l’Enfer, par le Musée du Louvre de Paris, suivi du restant du retable, travail achevé en 1878. Les panneaux du retable ont été sciés dans leur épaisseur pour en exposer à la fois l'envers et l'endroit.
Depuis 1975, il est exposé dans une salle aménagée du musée à température et degré hygrométrique constants, pour éviter les détériorations dues aux 350 000 visiteurs annuels des lieux. Il est un rare exemple, avec L'Agneau mystique des frères Hubert et Jan van Eyck, d'une œuvre demeurée sur les lieux d'origine.

## Description
Sur l'extérieur des volets, des grisailles, au centre, imitent des sculptures (saint Sébastien et saint Antoine abbé surmontés respectivement de l'« Ange annonciateur » et de la « Vierge annoncée »), tandis que les donateurs et fondateurs des Hospices de Beaune, Nicolas Rolin et son épouse Guigone de Salins sont représentés dans des niches à gauche et à droite, priant chacun le saint qui leur fait face. Des anges portent leurs armes, comme s'ils étaient des saints.

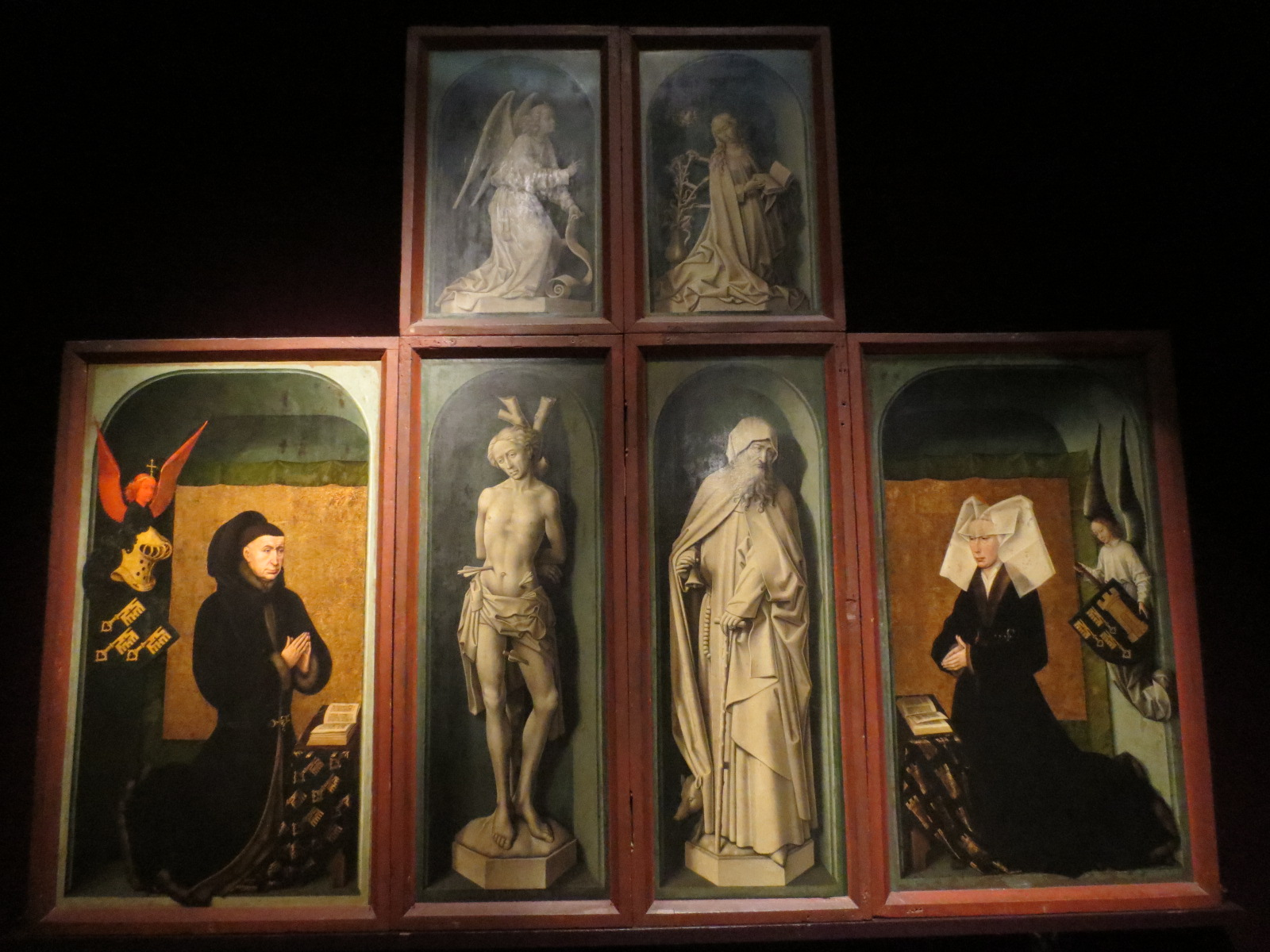
Retable fermé, avec l'Ange annonciateur et la Vierge annoncée en haut, Nicolas Rolin et son épouse Guigone de Salins aux extrémités, et les deux saint patrons des Hospices de Beaune saint Sébastien et saint Antoine au centre.

À l'intérieur, la représentation du Jour du jugement, si elle fait appel à la tradition iconographique de ce thème chrétien populaire à la fin du Moyen Âge et à la Renaissance, laisse une grande place à l'imagination de son auteur, ce qui en fait l'originalité. Au centre, le Juge suprême, assis sur un arc-en-ciel, surveille saint Michel rendant son jugement (avec immédiatement de part et d'autre la Vierge et saint Jean le Baptiste). Saints et apôtres indifférenciés (sans leurs attributs respectifs), sont posés sur des nuages et forment une cour céleste. À terre, les morts se relèvent et saint Michel pèse leurs bonnes et mauvaises actions. Jésus bénit de sa main droite (près des fleurs de lys, symbole de la Pureté d'ordre divine de la Vierge Marie) les justes et de sa main gauche (près de l'épée, symbole de justice divine) maudit les damnés. Les uns sont précipités dans le feu éternel (à droite), tandis que les autres sont accueillis par un ange à la porte des cieux (à gauche). L'absence de démons exerçant une contrainte physique sur les pécheurs, la force de la conscience se suffisant à elle-même, fait de cette œuvre un cas unique dans les représentations du Jugement dernier.

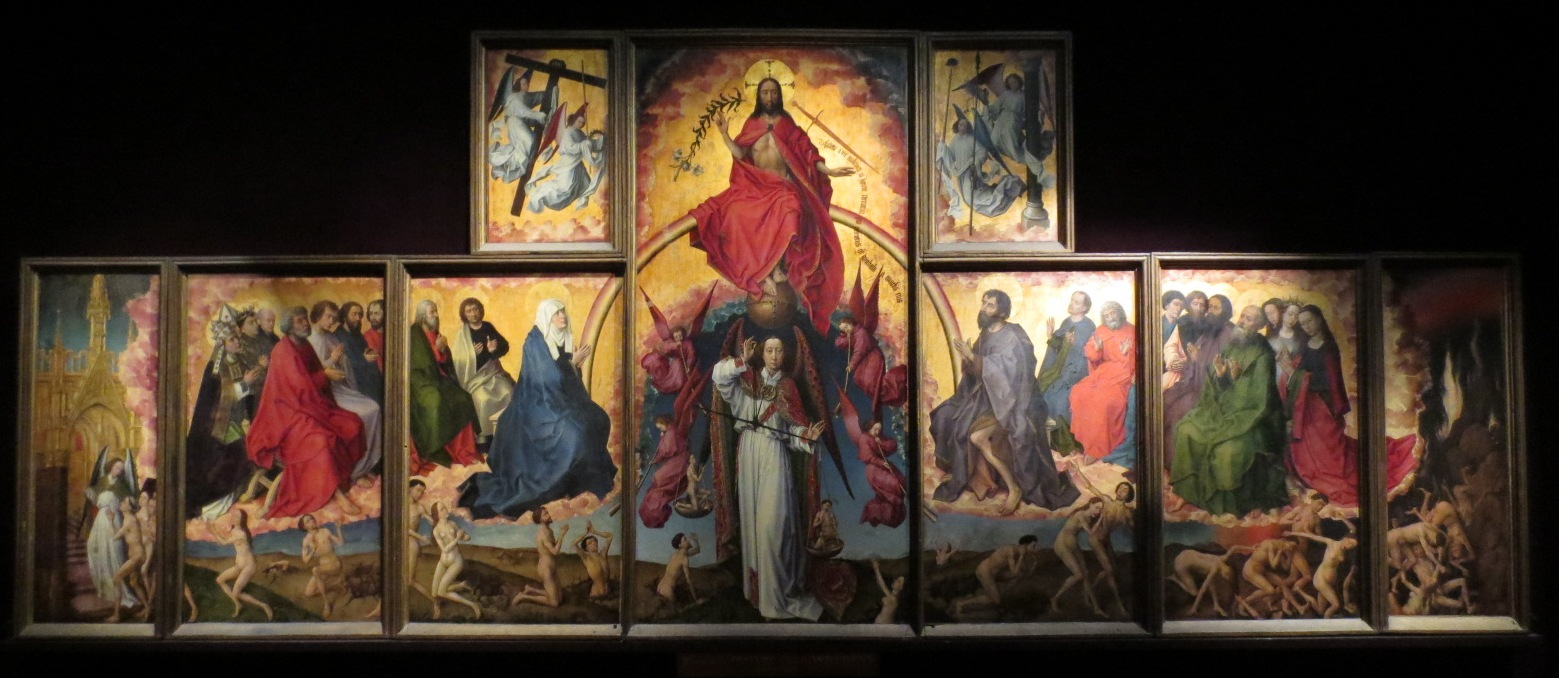
Retable ouvert avec le Christ / juge suprême au sommet, l'archange saint Michel pèsant les âmes à ses pieds, entouré de quatre anges buccinateurs, et du tribunal céleste composé de la vierge Marie, de Jean le Baptiste et des saints et des douze Apôtres indifférenciés, de l'humanité en bas, le Paradis à gauche et l'Enfer à droite.

Certains détails ne sont visibles que par un examen minutieux (avec une loupe télécommandée sur les lieux de son exposition) :

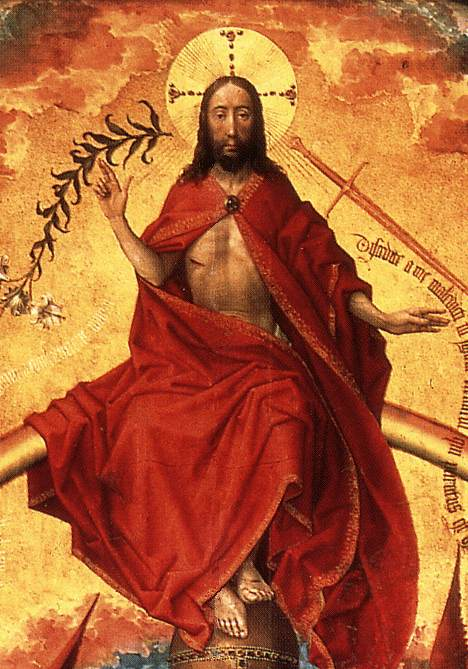
Le Christ sur le globe terrestre, et des inscriptions en latin.

- Sous les lys le texte écrit en blanc : « venite benedicti Patris mei possidete paratum vobis regnum a constitutione mundi » (venez, les bénis de mon Père, recevez en héritage le Royaume préparé pour vous depuis la fondation du monde en latin);
- Sous l'épée écrit en noir : « discedite a me maledicti in ignem aeternum qui paratus est diabolo et angelis eius » (allez loin de moi, maudits, au feu éternel préparé pour le diable et pour ses anges);
- un parterre de fraises des bois à l'entrée du Paradis, à gauche ;
- un séraphin rouge dans un profil de fenêtre, à gauche ;
- un damné noirci suspendu à une chaîne, en Enfer, à droite :
- une inscription brodée sur le pourtour de la robe verte d'un saint en phylactère, à droite.

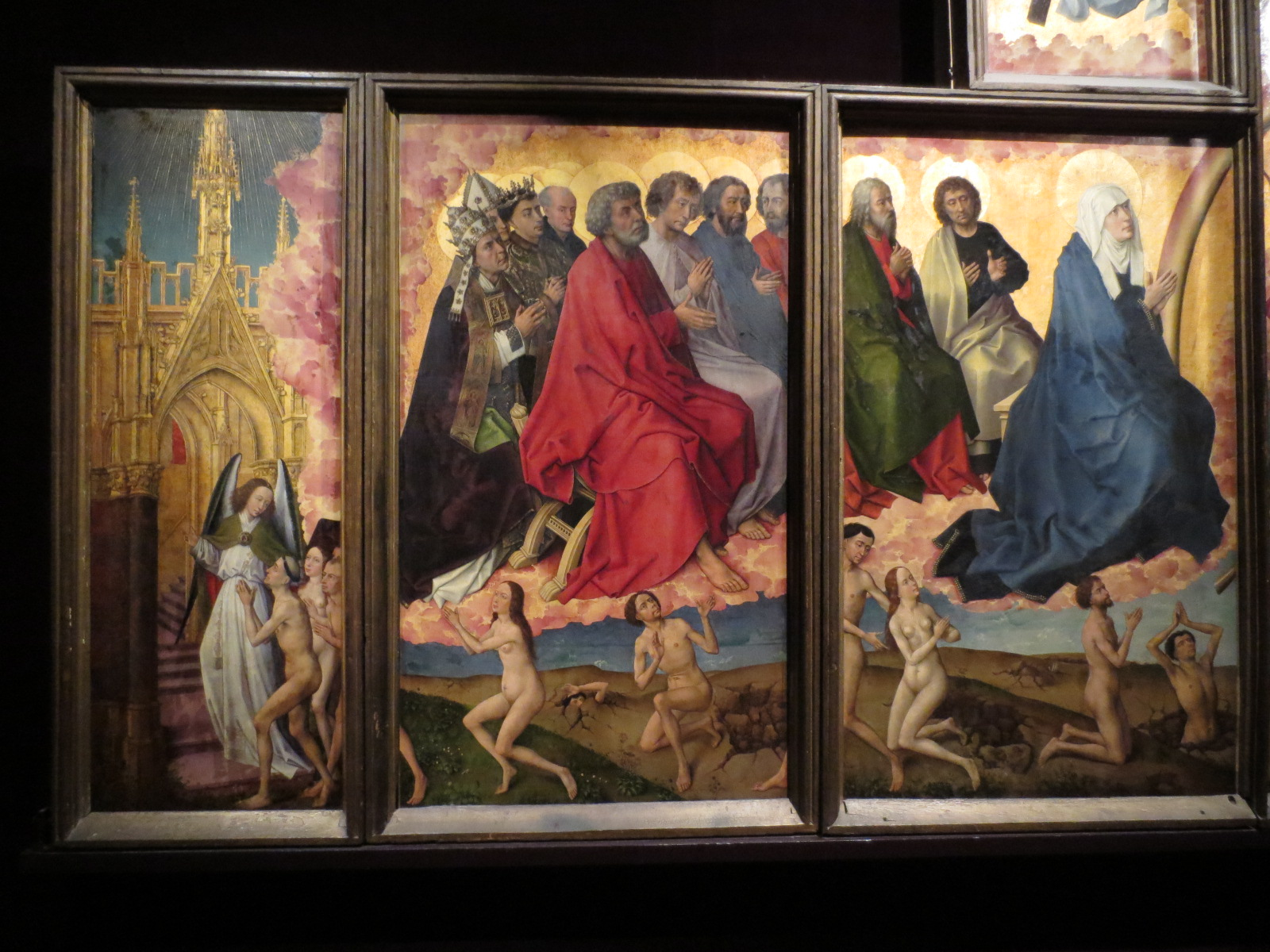
Le Paradis avec saint Pierre en rouge et la vierge Marie en bleu.
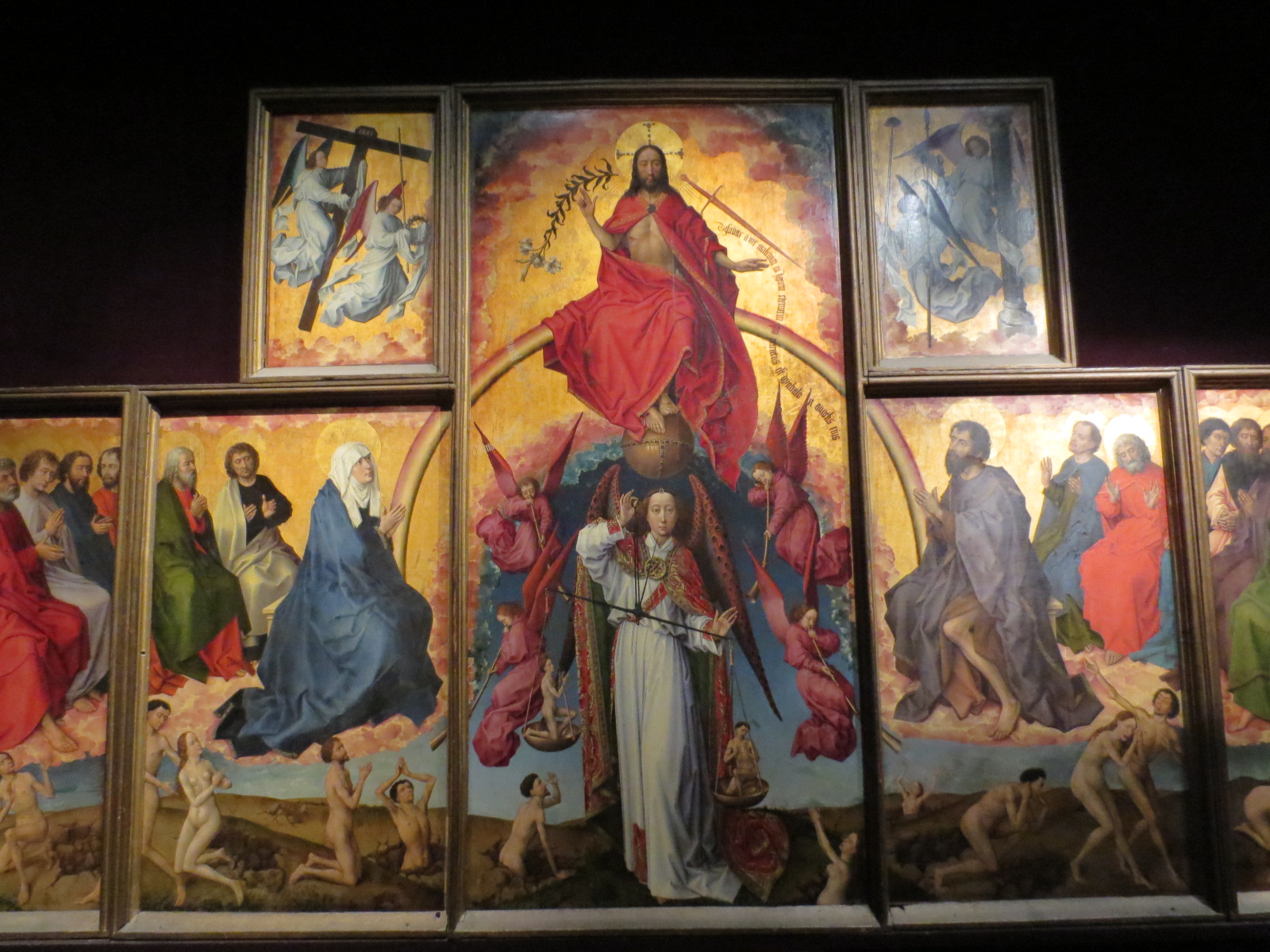
Le Christ au sommet, entre les instruments de la Passion. L'archange saint Michel pèse les âmes entouré de quatre anges buccinateurs.
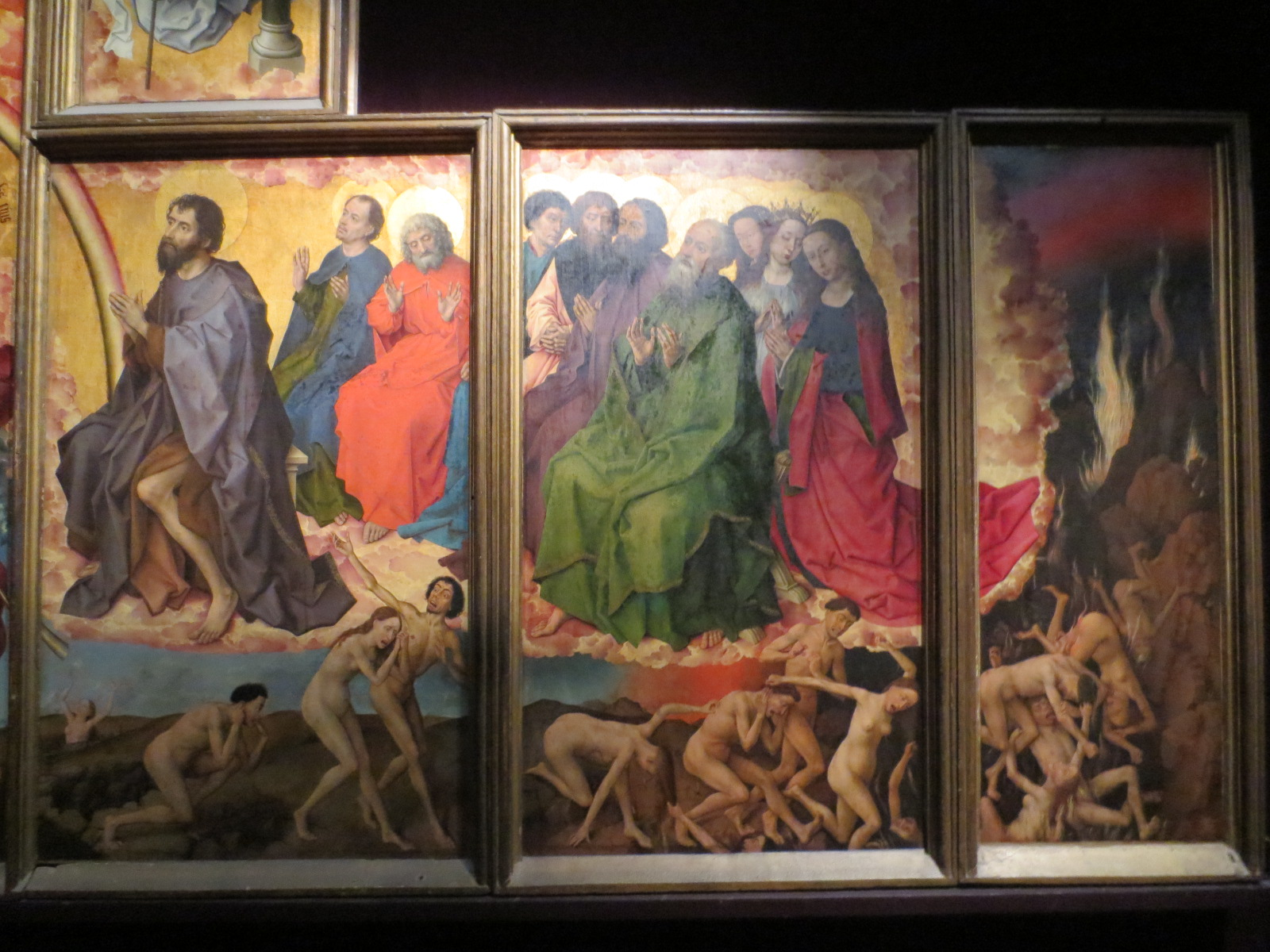
L'Enfer avec saint Jean le Baptiste en bleu et saint Paul en vert.

## Postérité de l'œuvre
En 1943, émission d'un timbre de 4 francs bleu représentant Nicolas Rolin et Guigone de Salins ainsi que le porche de l'Hôtel-Dieu, d'après le polyptyque du Jugement dernier de Rogier van der Weyden. Il a bénéficié d'une vente anticipée le 21 juillet 1943 à Beaune. Il porte le no YT 583.